# 2016-os ABC Supply 500
A 2016-os ABC Supply 500 volt a 2016-os IndyCar Series szezon tizenharmadik futama. A versenyt július 31-én rendezték meg a pennsylvaniai Long Pondban. A versenyt az NBCSN közvetítette.

## Nevezési lista
| Csapat                         | Első versenyző | Első versenyző     | Második versenyző | Második versenyző | Harmadik versenyző | Harmadik versenyző | Negyedik versenyző | Negyedik versenyző |
| ------------------------------ | -------------- | ------------------ | ----------------- | ----------------- | ------------------ | ------------------ | ------------------ | ------------------ |
| Team Penske                    | 2              | Juan Pablo Montoya | 3                 | Hélio Castroneves | 12                 | Will Power         | 22                 | Simon Pagenaud     |
| Schmidt Peterson Motorsports   | 5              | James Hinchcliffe  | 7                 | Mihail Aljosin    |                    |                    |                    |                    |
| Chip Ganassi Racing Teams      | 8              | Max Chilton        | 9                 | Scott Dixon       | 10                 | Tony Kanaan        | 83                 | Charlie Kimball    |
| KVSH Racing                    | 11             | Sébastien Bourdais |                   |                   |                    |                    |                    |                    |
| A.J. Foyt Enterprises          | 14             | Szató Takuma       | 41                | Jack Hawksworth   |                    |                    |                    |                    |
| Rahal Letterman Lanigen Racing | 15             | Graham Rahal       |                   |                   |                    |                    |                    |                    |
| Dale Coyne Racing              | 18             | Conor Daly         | 19                | Pippa Mann        |                    |                    |                    |                    |
| Ed Carpenter Racing            | 20             | Ed Carpenter       | 21                | Josef Newgarden   |                    |                    |                    |                    |
| Andretti Autosport             | 26             | Carlos Muñoz       | 27                | Marco Andretti    | 28                 | Ryan Hunter-Reay   |                    |                    |
| Andretti Herta Autosport       | 98             | Alexander Rossi    |                   |                   |                    |                    |                    |                    |

## Időmérő
Az időmérőt július 20-án, délután tartották. A pole-pozíciót Mihail Aljosin szerezte meg Josef Newgarden és Szató Takuma előtt.
| 1.                    | 7  | Mihail Petrovics Aljosin | Schmidt Peterson Motorsports   | 220,445         |
| 2.                    | 21 | Josef Newgarden          | Ed Carpenter Racing            | 220,195         |
| 3.                    | 14 | Szató Takuma             | A.J. Foyt Enterprises          | 220,067         |
| 4.                    | 3  | Hélio Castroneves        | Team Penske                    | 219,781         |
| 5.                    | 26 | Carlos Muñoz             | Andretti Autosport             | 219,647         |
| 6.                    | 5  | James Hinchcliffe        | Schmidt Peterson Motorsports   | 219,463         |
| 7.                    | 98 | Alexander Rossi          | Andretti Herta Autosport       | 219,326         |
| 8.                    | 12 | Will Power               | Team Penske                    | 218,617         |
| 9.                    | 10 | Tony Kanaan              | Chip Ganassi Racing            | 218,606         |
| 10.                   | 20 | Ed Carpenter             | Ed Carpenter Racing            | 218,424         |
| 11.                   | 15 | Graham Rahal             | Rahal Letterman Lanigan Racing | 218,204         |
| 12.                   | 41 | Jack Hawksworth          | A.J. Foyt Enterprises          | 218,051         |
| 13.                   | 27 | Marco Andretti           | Andretti Autosport             | 218,012         |
| 14.                   | 22 | Simon Pagenaud           | Team Penske                    | 217,721         |
| 15.                   | 2  | Juan Pablo Montoya       | Team Penske                    | 217,284         |
| 16.                   | 83 | Charlie Kimball          | Chip Ganassi Racing            | 216,917         |
| 17.                   | 8  | Max Chilton              | Chip Ganassi Racing            | 216,689         |
| 18.                   | 11 | Sébastien Bourdais       | KVSH Racing                    | 216,263         |
| 19.                   | 9  | Scott Dixon              | Chip Ganassi Racing            | 215,337         |
| 20.                   | 88 | Conor Daly               | Dale Coyne Racing              | 214,757         |
| 21.                   | 19 | Pippa Mann               | Dale Coyne Racing              | 211,267         |
| 22.                   | 28 | Ryan Hunter-Reay         | Andrettu Autosport             | Sebesség nélkül |
| HIVATALOS VÉGEREDMÉNY |    |                          |                                |                 |

## Rajtfelállás
| Rajtsor | Belső ív | Belső ív           | Külső ív | Külső ív           |
| ------- | -------- | ------------------ | -------- | ------------------ |
| 1.      | 7        | Mihail Aljosin     | 21       | Josef Newgarden    |
| 2.      | 14       | Szató Takuma       | 3        | Hélio Castroneves  |
| 3.      | 26       | Carlos Muñoz       | 5        | James Hinchcliffe  |
| 4.      | 98       | Alexander Rossi    | 12       | Will Power         |
| 5.      | 10       | Tony Kanaan        | 20       | Ed Carpenter       |
| 6.      | 15       | Graham Rahal       | 41       | Jack Hawksworth    |
| 7.      | 27       | Marco Andretti     | 22       | Simon Pagenaud     |
| 8.      | 2        | Juan Pablo Montoya | 83       | Charlie Kimball    |
| 9.      | 8        | Max Chilton        | 11       | Sébastien Bourdais |
| 10.     | 9        | Scott Dixon        | 88       | Conor Daly         |
| 11.     | 19       | Pippa Mann         | 28       | Ryan Hunter-Reay   |

## Verseny
A versenyt eredetileg augusztus 21-én, délután tartották, de az eső miatt csak 22-én tudták megrendezni. Az első rajtnál bemozdult, de a másodikon már tökéletesen jött el Aljosin. A rajt legnagyobb nyertese a szabadedzésen autót törő Hunter-Reay volt, aki az első 15 körben több, mint 13 autót tudott megelőzni. A második körben Newgarden vette át a vezetést, de utána a harmadik helyen haladó Szató ütközött a falnak a hármas kanyarban. A sárga fázis alatt Dixonnak kellett defekt miatt a boxba hajtania a szörnyű időmérő után. Az újraindítás után Aljosin vissza vette a vezetést, Rossi pedig a második helyig jött fel. Hunter-Reay eközben már a hetedik helyre jött föl, majd előzött is, így a boxkiállás után a második helyen haladt. A 49. körben Hunter-Reay átvette a vezetést, de Aljosin hét körrel később visszaszerezte azt. A 62. körben megkezdődött a második kerékcsere sorozat. A boxban azonban Rossi akkor hagyta el a szerelő gárdáját, amikor Kimball éppen kanyarodni készült, így az autója a levegőbe emelkedett és a kikanyarodó Castroneves feje fölött esett át. 
Az ijesztő balesetben senki sem sérült meg, de egyikük sem tudta folytatni a versenyt. Az újabb restart után Newgarden Hunter-Reayt és Muñozt megelőzve jött fel a második helyre, de Hunter-Reay nem hagyta magát és visszaelőzte, majd pár körrel később újra az élen találta magát. A következő három kiállás után érdemi változás nem történt az élen, egészen a 159. körig, amikor is Pagenaud az első kanyarban ütközött a falnak, ezzel újabb sárga szakaszt idézett elő. Ezalatt azonban Hunter-Reay-nek akadtak problémái és kellett kiállnia a boxba egy plusz kerékcserére, így Power vette át a vezetést Aljosin, Newgarden és Kanaan előtt. Az utolsó sárga zászlóra a 175. körben került sor, amikor egy autóról leszakadt elem került a pályára. A mezőny kihasználta a lehetőséget az utolsó kiállásra, ahol Bourdais csak üzemanyagért állt meg, így feljött az ötödik helyre. Az utolsó húsz kör Hunter-Reay meneteléséről szólt, aki a középmezőnyből küzdötte fel magát a negyedik helyre, majd két körrel a leintés előtt már a harmadik helyen haladt. Aljosin végül nem tudta megszorongatni Powert, így az ausztrál sorozatban a hatodik dobogóját szerezte meg és felzárkózott Pagenaud-ra az összetettben.
| Helyezés              | #  | Versenyző          | Csapat                         | Futott kör (Kiesés oka) | Rajthely | Élen töltött körök száma | Pont |
| --------------------- | -- | ------------------ | ------------------------------ | ----------------------- | -------- | ------------------------ | ---- |
| 1.                    | 12 | Will Power         | Team Penske                    | 200 (2:46:28,9856)      | 8        | 55                       | 51   |
| 2.                    | 7  | Mihail Aljosin     | Schmidt Peterson Motorsports   | 200                     | 1        | 87                       | 44   |
| 3.                    | 28 | Ryan Hunter-Reay   | Andretti Autosport             | 200                     | 22       | 31                       | 36   |
| 4.                    | 21 | Josef Newgarden    | Ed Carpenter Racing            | 200                     | 2        | 15                       | 33   |
| 5.                    | 11 | Sébastien Bourdais | KVSH Racing                    | 200                     | 18       | 1                        | 31   |
| 6.                    | 9  | Scott Dixon        | Chip Ganassi Racing            | 200                     | 19       | 3                        | 29   |
| 7.                    | 26 | Carlos Muñoz       | Andretti Autosport             | 200                     | 5        | –                        | 26   |
| 8.                    | 2  | Juan Pablo Montoya | Team Penske                    | 200                     | 15       | –                        | 24   |
| 9.                    | 10 | Tony Kanaan        | Chip Ganassi Racing            | 200                     | 9        | 1                        | 23   |
| 10.                   | 5  | James Hinchcliffe  | Schmidt Peterson Motorsports   | 200                     | 6        | –                        | 20   |
| 11.                   | 15 | Graham Rahal       | Rahal Letterman Lanigan Racing | 200                     | 11       | –                        | 19   |
| 12.                   | 27 | Marco Andretti     | Andretti Autosport             | 200                     | 13       | –                        | 18   |
| 13.                   | 8  | Max Chilton        | Chip Ganassi Racing            | 200                     | 17       | –                        | 17   |
| 14.                   | 41 | Jack Hawksworth    | A.J. Foyt Enterprises          | 200                     | 12       | –                        | 16   |
| 15.                   | 83 | Charlie Kimball    | Chip Ganassi Racing            | 199                     | 16       | –                        | 15   |
| 16.                   | 88 | Conor Daly         | Dale Coyne Racing              | 198                     | 20       | –                        | 14   |
| 17.                   | 19 | Pippa Mann         | Dale Coyne Racing              | 197                     | 21       | –                        | 13   |
| 18.                   | 22 | Simon Pagenaud     | Team Penske                    | 157 (Baleset)           | 14       | 1                        | 13   |
| 19.                   | 3  | Hélio Castroneves  | Team Penske                    | 63 (Ütközés)            | 4        | –                        | 11   |
| 20.                   | 98 | Alexander Rossi    | Andretti Herta Autosport       | 63 (Ütközés)            | 7        | –                        | 11   |
| 21.                   | 20 | Ed Carpenter       | Ed Carpenter Racing            | 57 (Baleset)            | 10       | –                        | 9    |
| 22.                   | 14 | Szató Takuma       | A.J. Foyt Enterprises          | 1 (Baleset)             | 3        | –                        | 8    |
| HIVATALOS VÉGEREDMÉNY |    |                    |                                |                         |          |                          |      |

## Statisztikák
Az élen töltött körök száma
- Mihail Aljosin: 87 kör (1), (11–31), (38–48), (56–60), (66–89), (100–119), (130–133), (164)
- Will Power: 55 kör (64–65), (98–99), (126–128), (151–156), (158–163), (165–200)
- Ryan Hunter-Reay: 31 kör (49–55), (90–93), (120–122), (134–150)
- Josef Newgarden: 15 kör (2–10), (61), (94–95), (123–125)
- Alexander Rossi: 4 kör (32–33), (62–63)
- Sébastien Bourdais: 3 kör (36–37), (157)
- Scott Dixon: 3 kör (34–35), (97)
- Tony Kanaan: 1 kör (96)
- Simon Pagenaud: 1 kör (129)

## A bajnokság élmezőnyének állása a verseny után
| Pozíció | Versenyző         | Pont |
| ------- | ----------------- | ---- |
| 1       | Simon Pagenaud    | 497  |
| 2       | Will Power        | 477  |
| 3       | Josef Newgarden   | 397  |
| 4       | Scott Dixon       | 386  |
| 5       | Hélio Castroneves | 384  |